# Olipara lupialensis
Olipara lupialensis är en insektsart som först beskrevs av Synave 1953.  Olipara lupialensis ingår i släktet Olipara och familjen kilstritar. Inga underarter finns listade i Catalogue of Life.